# Federico Pizarro
Dit overzicht is mogelijk incompleet; u kunt helpen door het uit te breiden.
Federico ("Fede") Pizarro (Lanús, 7 september 1986) is een internationaal tophandballer uit Argentinië. Hij vertegenwoordigde zijn Zuid-Amerikaanse vaderland tweemaal op rij bij de Olympische Zomerspelen, te beginnen in 2012 in Londen. In beide gevallen eindigde hij met de nationale handbalploeg op de tiende plaats.  Hij maakte eveneens deel uit van de Argentijnse handbalselectie die in 2011 de gouden medaille won bij de Pan-Amerikaanse Spelen. In de finale waren Pizarro en de zijnen met 26-23 te sterk voor buurland Brazilië.
1. Schulz ·
2. F. Fernández ·
3. Pizarro ·
4. S. Simonet ·
5. P. Portela ·
8. P. Simonet ·
9. Querín ·
10. Vieyra ·
12. García ·
13. J. Fernández ·
14. Vidal ·
15. Carou ·
18. A. Portela ·
23. Vainstein ·
Coach: Gallardo
1. Schulz ·
2. Fernández ·
3. Pizarro ·
4. S. Simonet ·
5. Portela ·
6. D. Simonet ·
7. Kogovsek ·
8. Cánepa ·
9. Querín ·
10. Vieyra ·
11. Riccobelli ·
12. García ·
15. Carou ·
17. Migueles ·
19. Vázquez ·
Coach: Gallardo